# Gare de Banassac - La Canourgue
La gare de Banassac - La Canourgue est une gare ferroviaire française de la ligne de Béziers à Neussargues (dite aussi ligne des Causses), située sur le territoire de la commune de Banassac-Canilhac, à proximité de La Canourgue, dans le département de la Lozère, en région Occitanie. 
Elle est mise en service en 1883 par la Compagnie des chemins de fer du Midi et du Canal latéral à la Garonne (Midi). 
C'est une halte voyageurs de la Société nationale des chemins de fer français (SNCF), desservie par des trains Intercités et TER Occitanie.

## Situation ferroviaire
Établie à 529 mètres d'altitude, la gare de Banassac - La Canourgue est située au point kilométrique (PK) 605,561 de la ligne de Béziers à Neussargues, entre les gares ouvertes de Campagnac - Saint-Geniez et de Le Monastier.

## Histoire
La station de Banassac est mise en service le 14 août 1883 par la Compagnie des chemins de fer du Midi et du Canal latéral à la Garonne (Midi), lorsqu'elle ouvre à l'exploitation la section de Sévérac-le-Château à Banassac.
Elle devient une gare de passage le 3 mai 1884 lors de l'ouverture de la section de Banassac au Monastier et à Mende, avec embranchement du Monastier à Marvejols.

## Service des voyageurs

### Accueil

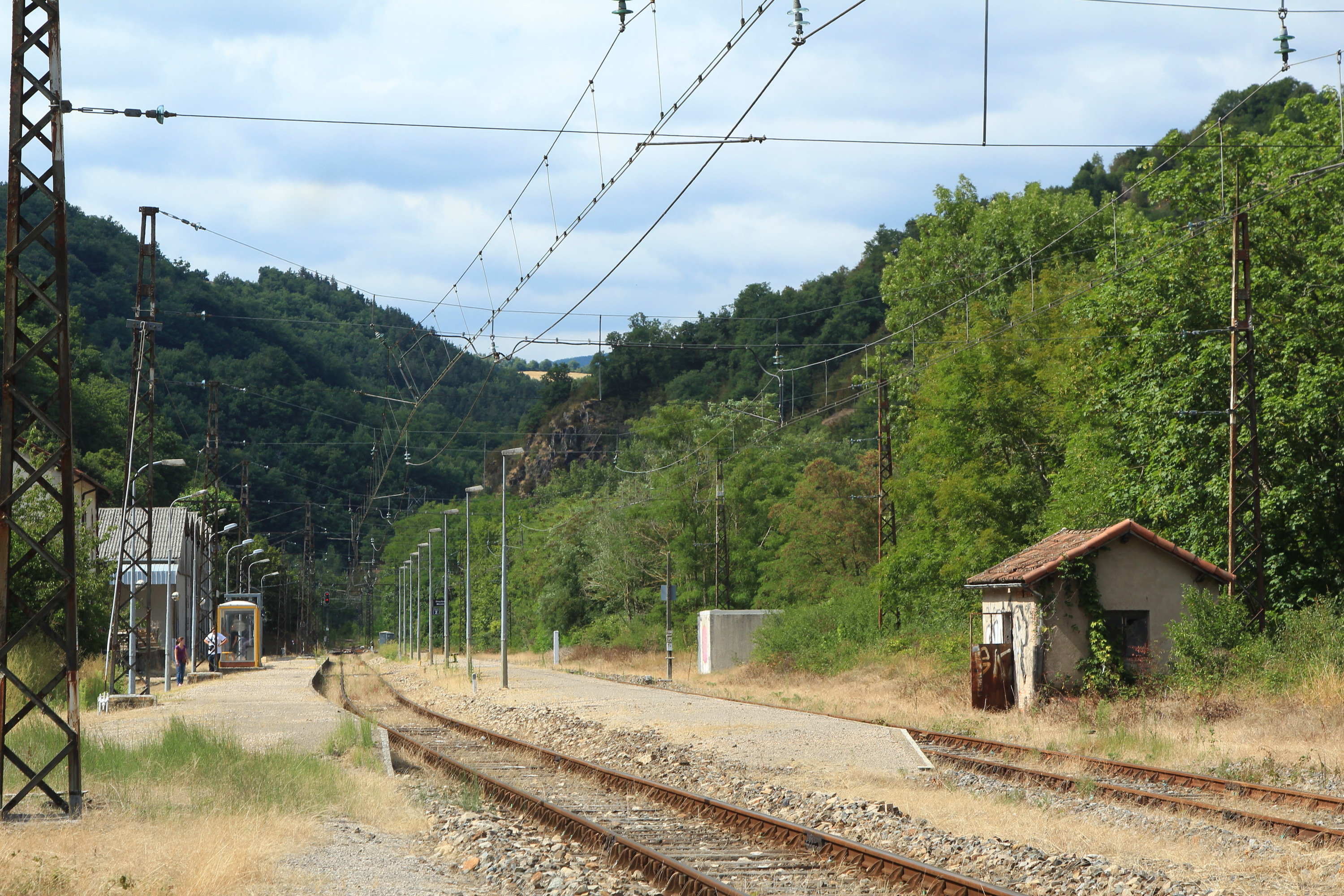
Vue des voies et quais de la gare en direction de Neussargues.

Halte SNCF, c'est un point d'arrêt non géré (PANG) à accès libre. 

### Desserte
Banassac - La Canourgue est desservie par des trains Intercités et des trains TER Occitanie.

### Intermodalité
Un parking pour les véhicules est aménagé.